# Срочный вклад
Срочный вклад — банковский вклад, по которому устанавливается определённый срок хранения (от нескольких месяцев до нескольких лет). Такой вклад хранится в банке в размере внесённой суммы и возвращается вкладчику полностью вместе с процентами. По срочным вкладам не допускается пополнение или частичное изъятие денежных средств. За досрочное изъятие средств на вкладчика налагается штраф или по условиям договора процент по возвращаемому вкладу снижается до минимального значения.
Благодаря срочности вкладов банк может более точно планировать их использование в своём обороте. Поэтому процентные ставки по таким счетам выше, чем по сберегательным вкладам. К тому же срочные счета не требуют значительных расходов по обслуживанию, что также отражается на вознаграждении вкладчика.

## Оформление
Внесение средств подтверждается сберегательной книжкой, сберегательным или депозитным сертификатом либо иным выданным банком вкладчику документом, отвечающим требованиям, предусмотренным для таких документов законом.
Чаще всего используется договор об открытии вклада и внесении средств на депозитный счет клиента. В этом договоре указаны дата открытия вклада, данные о вкладчике, внесенная сумма, валюта, срок депозита, процентная ставка и другие условия.
На основании договора об открытии счета банк формирует так называемое юридическое дело, содержащее все документы и сведения, касающиеся отношений между клиентом и банком по вопросам открытия, ведения и закрытия банковского счета, счета по вкладу
(депозиту), документы, касающиеся направления банком положенных сообщений налоговому органу.

## Начисление процентов
Начисление процентов может производиться следующим образом:
- По формулам простых процентов.
- По формулам сложных процентов.
- С использованием фиксированной либо плавающей процентной ставки в соответствии с условиями договора.
- Если в договоре не указан способ начисления процентов, то они начисляются по формуле простых процентов с использованием фиксированной процентной ставки[2].